# Glenea triangularis
Glenea triangularis là một loài bọ cánh cứng trong họ Cerambycidae.